# Pestizid

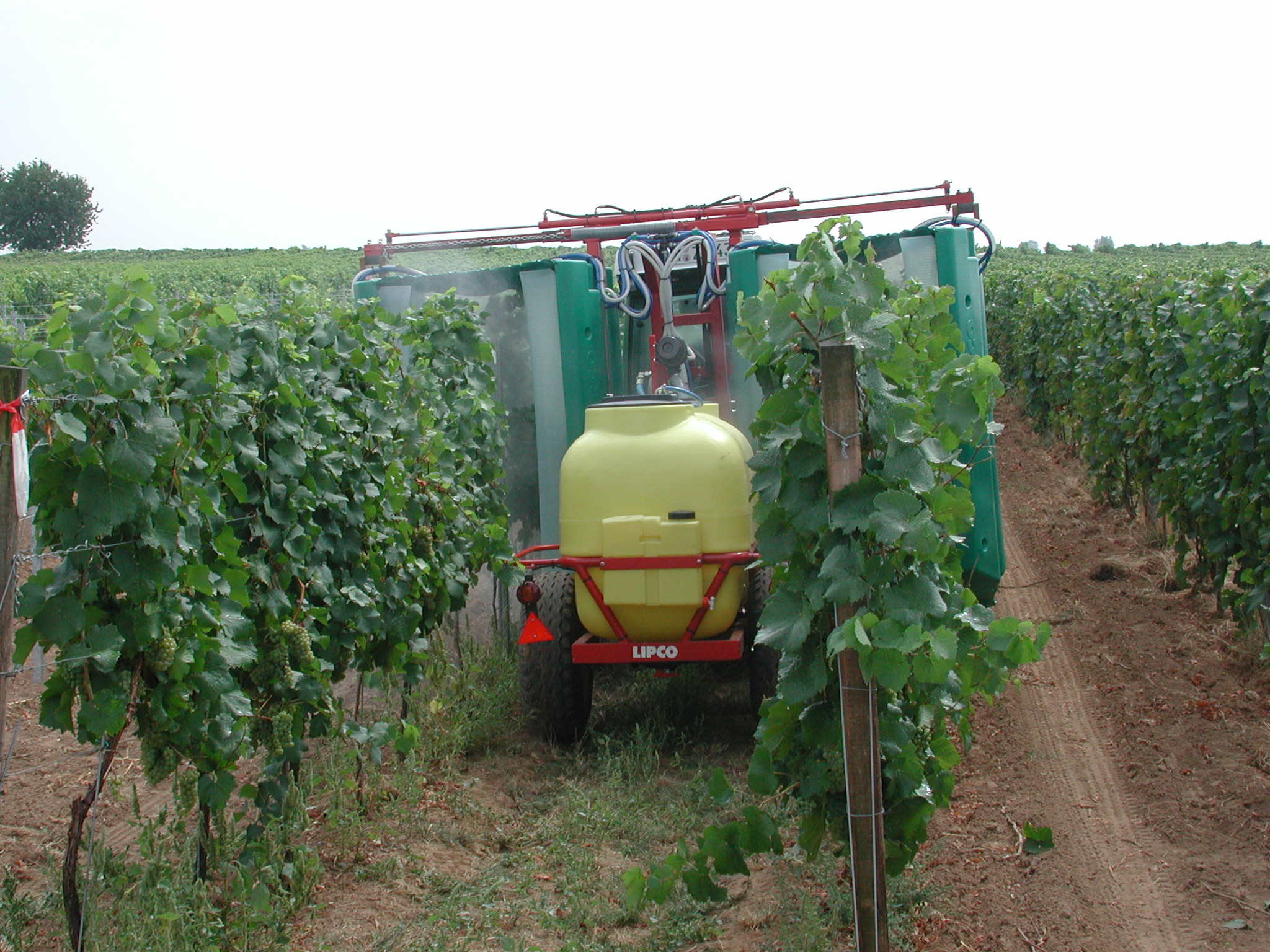
Tunnelspritzgerät in einem Weingarten bei der Ausbringung eines Pflanzenschutzmittels. Tunnelspritzvorrichtungen reduzieren die Spritzbrühenverluste mit Hilfe der tunnelförmigen Umhüllung des Rebstockes (mit Rückführung der aufgefangenen Spritzflüssigkeit).

Pestizid (von lateinisch pestis ‚Geißel‘, ‚Seuche‘ und lat. caedere ‚töten‘) ist eine aus dem englischen Sprachgebrauch übernommene Bezeichnung für Chemikalien und Mikroorganismen, mit denen als lästig oder schädlich angesehene Lebewesen, Viren und Viroide getötet, vertrieben oder in Keimung, Wachstum oder Vermehrung gehemmt werden können. Im Allgemeinen sind damit Stoffe gemeint, die vom Menschen hergestellt und eingesetzt werden. Im Englischen sind zudem die Begriffe natural pesticides und dietary pesticides geprägt worden, um von Pflanzen erzeugte Fraßgifte zu bezeichnen.
Pestizide lassen sich einteilen in:
- die Pflanzenschutzmittel, die zum Schutz von Pflanzen und -erzeugnissen eingesetzt werden;
- die Biozide, die zum Schutz der menschlichen Gesundheit oder zur Haltbarmachung von Materialien (mit Ausnahme pflanzlicher Lebens- und Futtermittel) – z. B. beim Anstrich von Hauswänden – eingesetzt werden;
- Tierarzneimittel

## Bedeutung
Im klassischen Verständnis sind Pestizide Mittel zur Bekämpfung tierischer Schädlinge (englisch pests). In diesem Sinn wurde der Begriff hauptsächlich in den englischsprachigen Ländern verwendet. Dabei wurden die Pestizide teilweise mit den Insektiziden gleichgesetzt.
Als Pestizid nach heutigem Verständnis werden sämtliche Pflanzenschutzmittel und sonstige Mittel zur Schädlingsbekämpfung aufgefasst. Auch die Environmental Protection Agency der USA definiert den Begriff in diesem Sinn. Die EU-Richtlinie 2009/128/EG enthält eine Begriffsbestimmung für „Pestizid“, nach der sowohl Pflanzenschutzmittel im Sinne der Verordnung (EG) Nr. 1107/2009 (Pflanzenschutzmittelverordnung) als auch Biozid-Produkte im Sinne der Richtlinie 98/8/EG über das Inverkehrbringen von Biozid-Produkten darunter fallen. Ebenso erfüllen Medikamente, die in der Nutztierhaltung eingesetzt werden, alle definitorischen Voraussetzungen eines Pestizids.
In der Schweiz werden Pflanzenschutzmittel und Biozide im Bundesgesetz über den Schutz vor gefährlichen Stoffen und Zubereitungen (Chemikaliengesetz, ChemG) definiert. Für die Beurteilung von Pestizid-Rückständen in pflanzlichen oder tierischen Erzeugnissen gelten gemäß Verordnung über die Höchstgehalte für Pestizidrückstände in oder auf Erzeugnissen pflanzlicher und tierischer Herkunft (VPRH) nicht nur die eigentlichen Pestizid-Wirkstoffe, sondern auch ihre Stoffwechsel-, Abbau- oder Reaktionsprodukte als Pestizide.
Wenn in der öffentlichen Diskussion von Pestizid-Rückständen die Rede ist, liegt der Fokus meist auf der Belastung von Lebensmitteln mit Pflanzenschutzmittel-Rückständen sowie dem Vorkommen von Pestiziden in Gewässern. Der Begriff „Pestizid“ ist im allgemeinen Sprachgebrauch überwiegend negativ besetzt. Christel Fiebinger stellte 2003 fest, dass der Begriff in der Öffentlichkeit mit der „Vergiftung von Boden, Pflanzen und Lebensmitteln“ verbunden wird und für manche zum „Kampfbegriff gegen die Bauern“ geworden sei.
In den Gesetzestexten der deutschsprachigen Staaten und den deutschen Fassungen der einschlägigen EU-Bestimmungen wird der Begriff „Pestizid“ nur selten verwendet. Die Genehmigung von Wirkstoffen und deren Höchstmengen bei den Zulassungen von Pflanzenschutzmitteln und Bioziden sind in separaten Vorschriften geregelt. Ein bestimmter Wirkstoff kann sowohl in verschiedenen Pflanzenschutzmitteln als auch Bioziden und Tierarzneimitteln vorhanden sein.
In der EU nicht mehr zugelassene Stoffe, wie z. B. Cyanamid, Acetochlor, Tepraloxydim und Cyfluthrin, dürfen nach wie vor hergestellt und exportiert werden. Im Jahr 2018 wurde in den EU-Staaten der Export von 81.615 Tonnen solcher Pestizide genehmigt. Unter den Antragsstellern aus Deutschland befindet sich u. a. das Chemieunternehmen AlzChem sowie die Chemiekonzerne Bayer und BASF. Ebenso geschieht dies in der Schweiz, wobei der Export von Atrazin, Diafenthiuron, Methidathion, Paraquat und Profenophos ab 2021 verboten ist. Von 2012 bis 2019 exportierte die Schweiz mehr als 180 Tonnen Pestizide, welche in der Schweiz verboten sind.

## Unterteilung
Pestizide kann man wie folgt einteilen:
- Akarizide gegen Milben/Spinnentiere
- Antifouling gegen Wachstum und die Ansiedlung von Bewuchs bildenden Organismen an Schiffen oder im Wasser eingesetzten Bauteilen[13]
- Avizide gegen Vögel
- Bakterizide und Bakteriostatika gegen Bakterien
- Fungizide und Fungistatika gegen Pilze
- Herbizide gegen Pflanzen:
  - Algizide und Algistatika gegen Algen
  - Arborizide gegen Gehölze
  - Graminizide gegen Gräser
- Insektizide gegen Insekten
- Molluskizide gegen Schnecken
- Nematizide gegen Nematoden (Fadenwürmer)
- Ovizide gegen (Insekten-)Eier
- Rodentizide gegen Nagetiere
- Viruzide und Virostatika gegen Viren und Viroide

Mittel zur Verhütung von Wildschäden:
- Wildverbiss- und Vergrämungs-Mittel
- Schälschutz-Mittel
- Fegeschutz-Mittel

## Wichtige Eigenschaften
Wichtige physikalisch-chemische Eigenschaften von Pestiziden sind:
- Dampfdruck (hPa, 20 °C), welcher Einfluss auf die Konzentration in der Luft und damit die mögliche ungewünschte Verbreitung über größere Entfernungen besitzt.
- Wasserlöslichkeit (g/L, 20 °C), welche Einfluss auf die Art der Ausbringung, die Auswaschung im Boden und ins Grundwasser sowie die Aufnahme im Organismus hat.
- Henry-Konstante (Pa·m3/mol), die das Löslichkeitsverhalten von Gasen in einer Flüssigkeit beschreibt.
- Octanol-Wasser-Verteilungskoeffizient (log KOW), welcher ein Maß für das Verhältnis zwischen Fettlöslichkeit und Wasserlöslichkeit ist.
- Adsorptionskoeffizient (KOC, Verteilung zwischen organischer Substanz im Boden und Bodenflüssigphase)
- Halbwertszeit DT50 (Tage), ist ein Maß für die Abbaugeschwindigkeit.
- Toxizität LD50, ist ein Maß für die Giftigkeit einer Verbindung für verschiedene Organismen.

## Vorkommen in der Umwelt
Pestizide werden teilweise weit verfrachtet und sind in der Luft, in Böden, Gewässern und ihren Sedimenten sowie im Grundwasser nachweisbar. In Schweizer Gewässern mit landwirtschaftlich geprägten Einzugsgebieten sind Pestizide allgegenwärtig – um die 150 Wirkstoffe konnten in Gewässern und ihren Sedimenten nachgewiesen werden, teilweise bis zu 65 gleichzeitig in einer Probe und um die 100 im Jahresverlauf in einem Gewässer. In vielen kleinen Fließgewässern werden immer wieder Konzentrationen von Pestizid-Wirkstoffen gemessen, welche ökotoxikologisch hergeleitete Qualitätskriterien und die gesetzlich festgelegten Grenzwerte teilweise bei weitem übersteigen. In der Schweiz werden bei über der Hälfte der Grundwasser-Messstellen regelmäßig Pestizide oder deren Abbauprodukte (Metaboliten) nachgewiesen. Metaboliten der Herbizide Chloridazon, Metolachlor und Dimethachlor sind weit verbreitet, besonders jene des Fungizids Chlorothalonil.
In der Schweiz sind Pestizide in sämtlichen Bodenproben von konventionell und in über 90 % der biologisch bewirtschafteten Feldern nachweisbar. Auch nach 20 Jahren biologischer Bewirtschaftung wurden bis zu 16 synthetische Pestizide gefunden. Dies weist auf die lange Verweildauer dieser Stoffe in Böden und Einträge aus Nachbarparzellen hin. Die Konzentrationen in den konventionell bewirtschafteten Böden waren rund zehnmal höher als in den biologisch bewirtschafteten. Zudem wurden Neonikotinoide in mehr als 80 % der Böden von Ökologischen Ausgleichsflächen (in der Schweiz: Biodiversitätsförderflächen) nachgewiesen.
Nicht nur in Lebensräumen sind Pestizide verbreitet nachweisbar, sondern auch in vielen Lebewesen.

## Wirkung und Auswirkung

### Wirkungsweise
Als biologisch aktive Stoffe wirken Pestizide direkt akut oder chronisch auf Organismen und können diese töten oder deren Fortpflanzung, Entwicklung, Gesundheit und Verhalten beeinflussen. Die Wirkungsweise von Pestiziden ist je nach Wirkstoff unterschiedlich. Sie wirken u. a. als Wachstumshemmer, Hemmer der Proteinsynthese oder verändern die Permeabilität von Zellmembranen und behindern damit die Erregungsleitung. Teilweise wird auch die Erregungsübertragung an Synapsen gestört.
Die Auswirkungen von Pestiziden auf Organismen werden von der Toxizität und Konzentration der Wirkstoffe, der Dauer und Häufigkeit der Exposition sowie dem gleichzeitigen oder in Folge auftretenden Einfluss anderer Faktoren bestimmt. Dabei sind nicht nur das Auftreten und die Auswirkungen von einzelnen Wirkstoffen, sondern oft auch die Präsenz mehrerer Pestizide und mögliche Mischeffekte relevant. Dazu kommen langlebige Abbauprodukte verschiedener Pestizide, die in ebenso hohen oder höheren Konzentrationen als ihre Ausgangsstoffe in der Umwelt auftreten können und in einigen Fällen sogar toxischer sind als ihre Ausgangsstoffe.
Zielorganismen der Pestizide können gegen die Wirkstoffe mehr oder weniger rasch Resistenzen ausbilden. Die Ausbildung von Resistenzen bedeutet jedoch einen Trade-Off der die Fähigkeit vermindert andere Stressoren zu kompensieren.

### Auswirkungen auf die Biodiversität

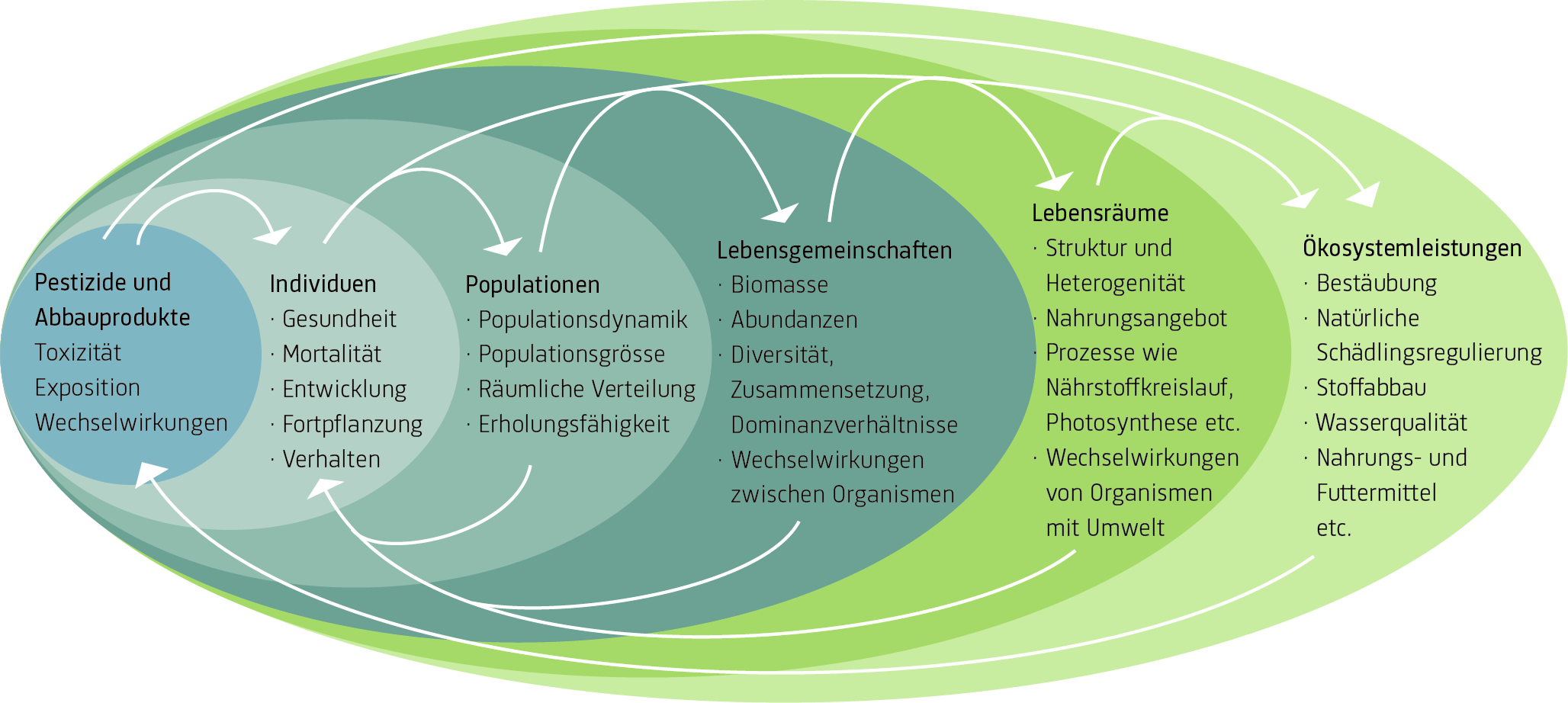
Der Pestizideinsatz kann die Biodiversität vom einzelnen Individuum bis zum Lebensraum ungewollt beeinflussen. Dies kann sich negativ auf Ökosystemleistungen wie die natürliche Schädlingsregulierung auswirken und unter Umständen wiederum den Einsatz von Pestiziden erhöhen.

Der heutige Pestizideinsatz belastet vielerorts die Umwelt und beeinträchtigt die Biodiversität und die Ökosystemleistungen. Für die Biodiversität sind sowohl direkte Wirkungen relevant und wie auch indirekte, etwa über eine Reduktion des Nahrungsangebotes oder die Veränderung von Nahrungsnetzen. Beeinträchtigt werden deshalb nicht nur einzelne Individuen von Nicht-Zielorganismen, sondern ganze Populationen. Dies kann zum lokalen und regionalen Verschwinden von Arten führen. Ebenso können durch den Einsatz von Pestiziden auch Lebensgemeinschaften, Lebensräume und Ökosystemleistungen wie z. B. die Bestäubung oder Wasserqualität negativ beeinflusst werden. Pestizide stellen damit eine Gefahr für die Biodiversität dar.
Insektizide und Fungizide können Bodenorganismen wie Mykorrhiza-Pilze schädigen. So nimmt die Häufigkeit von arbuskulären Mykorrhizapilzen  mit der Menge an Pestizidrückständen im Boden ab. Die Saatgutbeizung mit Pestiziden kann sich unter anderem negativ auf Regenwürmer sowie auf Bakteriengemeinschaften im Wurzelbereich der Pflanzen auswirken.
Pestizide beeinträchtigen Gewässerorganismen, wie z. B. Insektenlarven, Algen, Pilze, Fische; insbesondere in kleinen Fließgewässern mit landwirtschaftlich geprägten Einzugsgebieten stark. Bei wirbellosen Gewässerorganismen kann die Pestizidbelastung zu Verlusten von bis zu 42 % der regional vorkommenden Taxa führen. Der Zustand von Lebensgemeinschaften in Gewässern verschlechtert sich mit zunehmendem Anteil Ackerbaukulturen. Pestizide in Sedimenten von Seen und Fließgewässern können die Organismen am Gewässergrund schädigen.
Die Vielfalt und Anzahl von Ackerwildpflanzen sind europaweit unter anderem aufgrund des Herbizideinsatzes zurückgegangen.
Auch beim vielerorts festgestellten starken Rückgang der Insektenvielfalt und -häufigkeit ist der Einsatz von Pestiziden ein wesentlicher Faktor. Laut dem Helmholtz-Zentrum für Umweltforschung schädigen Pestizide die Insekten schon in 5–40-fach geringerer Dosis als bei der Zulassung erlaubt. Zudem nimmt das Risiko von Pestiziden (Toxizität x eingesetzte Menge), zumindest für in den USA zugelassene Wirkstoffe, laufend zu.
Unterdessen gibt es deutliche Hinweise aus verschiedenen Ländern, dass der Pestizideinsatz auch Vogelpopulationen beeinträchtigt. In der Schweiz schrumpfte der Bestand insektenfressender Kulturland-Vogelarten seit den 1990er Jahren um 60 %; u. a. sehr wahrscheinlich verursacht durch den Pestizideinsatz und folgende Reduktion der Nahrungsbasis.
Bei der Nutztierhaltung eingesetzte Biozide (u. a. gegen Magen-Darmparasiten), wie z. B. das global eingesetzte Ivermectin können erhebliche Schäden an Nicht-Zielorganismen verursachen. In diesem Fall werden etliche dungabbauende und -besuchende Arten (u. a. Fliegen, Käfer) gehemmt oder abgetötet, die auf dem Viehdung mit ausgeschiedenen, toxischen Metaboliten des Wirkstoffes in Kontakt kommen. Auf eine vitale Dungfauna als Nahrungsgrundlage wiederum ist eine große Anzahl von Tierarten des Naturschutzes angewiesen (z. B. Großes Mausohr, Wiedehopf, Blauracke).

### Auswirkungen auf Ökosystemleistungen
Die Beeinträchtigung der Insekten durch Pestizide wirkt sich auch auf ihre Ökosystemleistungen aus. So können Pestizide die Bestäubung von Wild- und Kulturpflanzen verringern; ebenso die natürliche Schädlingsregulierung durch Insekten, welche räuberisch oder parasitierend leben.

### Rückstände in Lebensmitteln
Nach Untersuchungen der Europäischen Behörde für Lebensmittelsicherheit (EFSA) besteht in Europa nur noch eine geringe Wahrscheinlichkeit, dass Bürger Pestizidrückständen in Lebensmitteln ausgesetzt sind, die zu negativen gesundheitlichen Folgen führen können.
Entsprechend dem Jahresbericht der Behörde, dem die Analyse von rund 88.000 Proben aus 28 EU-Mitgliedstaaten zugrunde liegen, enthalten knapp 96 % der Lebensmittelproben keine Pestizidrückstände oder weisen lediglich Spuren auf, die im Rahmen der gesetzlich zulässigen Werte liegen. Bei Kontrollen in der Schweiz aus dem Jahr 2023 konnten in elf Prozent der Kulturen Rückstände verbotener Pestizide nachgewiesen werden, u. a. von Dimethoat und Epoxiconazol.
Die Exposition gegenüber Pestiziden während der Schwangerschaft gilt als einer der Faktoren, die das Risiko für Fehlgeburten erhöhen.

## Sonstiges
Im September 2014 erklärte sich die Gemeinde Mals im italienischen Vinschgau (Südtirol) per Volksabstimmung zur „ersten pestizid-freien Gemeinde Europas“. Darauf aufbauend veröffentlichte der österreichische Autor und Dokumentarfilmer Alexander Schiebel im Herbst 2017 das Buch Das Wunder von Mals – Wie ein Dorf der Agrarindustrie die Stirn bietet sowie Ende Mai 2018 den gleichnamigen Dokumentarfilm. Nachdem 130 Landwirte Klage gegen das Malser Verbot eingereicht hatten, setzte die Gemeinde das Verbot aus. Im Herbst 2019 hob das Verwaltungsgericht Bozen das Verbot auf, weil die Gemeinde für diese Frage nicht zuständig sei.
In der Schweiz besteht seit 2017 ein Aktionsplan zur Risikoreduktion und nachhaltigen Anwendung von Pflanzenschutzmitteln. 2020 waren von den 51 formulierten Maßnahmen 21 eingeführt. Die im Aktionsplan vorgesehene Risikoreduktion wird mit der parlamentarischen Initiative 19.475 «Das Risiko beim Einsatz von Pestiziden reduzieren», die 2021 vom Parlament angenommen wurde, im Gesetz zumindest teilweise verankert.
In der Schweiz wurden die beiden Volksinitiativen «Für sauberes Trinkwasser und gesunde Nahrung – Keine Subventionen für den Pestizid- und den prophylaktischen Antibiotika-Einsatz» (Trinkwasser-Initiative) und «Für eine Schweiz ohne synthetische Pestizide» (Pestizid-Initiative) 2021 abgelehnt. In Frankreich dürfen seit dem 1. Januar 2019 keine Pflanzenschutzmittel mehr an Private verkauft werden.
Mit dem European Green Deal wurde das Ziel gesetzt, den Einsatz von chemischen und gefährlichen Pestiziden bis 2030 um 50 % zu reduzieren.

## Nachweise
1. ↑  B. N. Ames, M. Porifet, L. S. Gold: Dietary pesticides (99.99% all natural). In: Proceedings of the National Academy of Sciences of the United States of America. Band 87, Nr. 19, 1990, S. 7777–7781, PMID 2217210.
2. 1 2 3 4  Matthias Schaefer: Wörterbuch der Ökologie. 2012, doi:10.1007/978-3-8274-2562-1 (springer.com [abgerufen am 5. Oktober 2018]).
3. ↑  US-EPA: What is a Pesticide?, abgerufen am 3. März 2010.
4. ↑  Richtlinie 2009/128/EG … über einen Aktionsrahmen der Gemeinschaft für die nachhaltige Verwendung von Pestiziden (PDF).
5. ↑  Verordnung des EDI über die Höchstgehalte für Pestizidrückstände in oder auf Erzeugnissen pflanzlicher und tierischer Herkunft, auf fedlex.admin.ch
6. ↑  Plenardebatten – Mittwoch, 26. März 2003 – Nachhaltige Nutzung von Pestiziden. Abgerufen am 23. Mai 2017.
7. ↑  Maurin Jost: Export gesundheitsschädlicher Pestizide: Viel Gift fürs Ausland. In: taz.de. 29. September 2019, abgerufen am 1. Oktober 2019.
8. ↑  Laurent Gaberell, Géraldine Viret, Martin Grandjean: Verbotene Pestizide: Die giftige Doppelmoral der Europäischen Union. In: publiceye.ch. 10. September 2020, abgerufen am 10. September 2020.
9. ↑  Elke Brandstätter, Andreas Maus: Pestizide: Hochgiftige Exporte. In: tagesschau.de. 10. September 2020, abgerufen am 10. September 2020.
10. ↑  Stefan Häne: Zu giftig für die Schweiz – aber exportierbar allemal. In: derbund.ch. 15. März 2019, abgerufen am 16. März 2019.
11. ↑  Strengere Bestimmungen für die Ausfuhr von Pflanzenschutzmitteln. Bundesrat, 14. Oktober 2020, abgerufen am 16. Oktober 2020.
12. ↑  Laurent Gaberell, Géraldine Viret, Martin Grandjean: Schweizer Doppelstandards bei verbotenen Pestiziden. In: publiceye.ch. 10. September 2020, abgerufen am 26. September 2020.
13. ↑  Antifouling-Mittel. In: Umweltbundesamt. 26. Juni 2018, abgerufen am 12. Dezember 2022.
14. ↑  Andreas Sonnenberg und Manfred Sietz: Pestizide in der Umwelt
15. ↑  Tina Berg: Pestizide: Gefahr in der Luft. In: beobachter.ch. 27. März 2019, abgerufen am 13. April 2019.
16. 1 2 3 4 5 6 7  J. Guntern, B. Baur, K. Ingold, C. Stamm, I. Widmer, I. Wittmer, F. Altermatt: Pestizide: Auswirkungen auf Umwelt, Biodiversität und Ökosystemleistungen. In: Akademie der Naturwissenschaften Schweiz (Hrsg.): Swiss Academies Factsheets. Band 16, Nr. 2. Bern 2021, doi:10.5281/zenodo.4680574 (scnat.ch).
17. ↑  Jorge Casado, Kevin Brigden, David Santillo, Paul Johnston: Screening of pesticides and veterinary drugs in small streams in the European Union by liquid chromatography high resolution mass spectrometry. In: Science of The Total Environment. Band 670, 2019, S. 1204, doi:10.1016/j.scitotenv.2019.03.207.
18. ↑  Andri Bryner: Zu viele Pflanzenschutzmittel in kleinen Bächen. In: eawag.ch. 2. April 2019, abgerufen am 6. Mai 2019.
19. ↑  S. Spycher, S. Mangold, T. Doppler, M. Junghans, I. Wittmer, C. Stamm, H. Singer: Pesticide risks in small streams – how to get as close as possible to the stress imposed on aquatic organisms. In: Environmental Science and Technology. Band 52, 2018, S. 4526–4535.
20. ↑  F. J. Burdon, N. A. Munz, M. Reyes, A. Focks, A. Joss, K. Räsänen, F. Altermatt, R. I. L. Eggen, C. Stamm: Agriculture versus wastewater pollution as drivers of macroinvertebrate community structure in streams. In: Science of the Total Environment. Band 659, 2019, S. 1256–1265.
21. ↑  T. Doppler, A. Dietzel, I. Wittmer, J. Grelot, P. Rinta, M. Kunz: Mikroverunreinigungen im Gewässermonitoring. Ausbau von NAWA Trend und erste Resultate 2018. In: Aqua & Gas. Band 7/8, 2020, S. 44–53.
22. ↑  M. Junghans, M. Langer, C. Baumgartner, E. Vermeirssen, I. Werner: Ökotoxikologische Untersuchungen: Risiko von PSM bestätigt. NAWA-SPEZ-Studie 2017 zeigt Beeinträchtigung von Gewässerorganismen. In: Aqua & Gas. Band 4, 2019, S. 26–35.
23. ↑  Zustand und Entwicklung Grundwasser Schweiz. Ergebnisse der Nationalen Grundwasserbeobachtung NAQUA, Stand 2016. In: Bundesamt für Umwelt (Hrsg.): Umwelt-Zustand. Band 138, Nr. 1901. Bern 2019 (admin.ch).
24. ↑  Schweizer Kantonschemiker (Hrsg.): Pflanzenschutzmittel in Trinkwasser (Kampagnenbericht): 12. 2019.
25. ↑  Pestizide im Grundwasser. In: bafu.admin.ch. Abgerufen am 17. November 2022.
26. ↑  J. Riedo, F. E. Wettstein, A. Rösch, C. Herzog, S. Banerjee, L. Büchi, R. Charles, D. Wächter, F. Martin-Laurent, T. D. Bucheli, F. Walder, M. van der Heijden: Widespread occurrence of pesticides in organically managed agricultural soils – the ghost of a conventional agricultural past? In: Environmental Science & Technology. Band 55, 2021, S. 2919–2928.
27. ↑  S. Humann-Guilleminot, Ł. J. Binkowski, L. Jenni, G. Hilke, G. Glauser, F. Helfenstein: A nation-wide survey of neonicotinoid insec- ticides in agricultural land with implications for agrienvironment schemes. In: Journal of Applied Ecology. Band 56, 2019, S. 1502–1514.
28. ↑  S. Humann-Guilleminot, S. Clément, J. Desprat, Ł. J. Binkowski, G. Glauser, F. Helfenstein: A large-scale survey of house sparrows feathers reveals ubiquitous presence of neonicotinoids in farmlands. In: Science of the Total Environment. Band 660, 2019, S. 1091–1097.
29. ↑  O. P. Luzardo, N. Ruiz-Suarez, P. F. Valeron, M. Camacho, M. Zumbado, L. A. Henríquez-Hernández, L. D. Boada: Methodology for the identification of 117 pesticides commonly involved in the poisoning of wildlife using GC–MS-MS and LC–MS-MS. In: Journal of Analytical Toxicology. Band 38, Nr. 3, 2014, S. 155–163, doi:10.1093/jat/bku009.
30. ↑  Ayesha Siddique, Naeem Shahid, Matthias Liess: Multiple Stress Reduces the Advantage of Pesticide Adaptation. In: Environmental Science & Technology. Band 55, Nr. 22, 2021, S. 15100–15109, doi:10.1021/acs.est.1c02669.
31. ↑  Judith Riedo u. a.: Widespread Occurrence of Pesticides in Organically Managed Agricultural Soils—the Ghost of a Conventional Agricultural Past? In: Environ. Sci. Technol. 2021, doi:10.1021/acs.est.0c06405.
32. ↑  M. A. Beketov, B. J. Kefford, R. B. Schäfer, M. Liess: Pesticides reduce regional biodiversity of stream invertebrates. In: Proceedings of the National Academy of Sciences of the United States of America. Band 110, Nr. 27, 2013, S. 1–5.
33. ↑  Pflanzenschutzmittel schädigen auch Ökosysteme in Seeböden. In: unibe.ch. 20. Oktober 2020, abgerufen am 21. Oktober 2020.
34. ↑  M. C. Casado-Martinez, A. Schneeweiß, C. Thiemann, N. Dubois, M. Pinta- do-Herrera, P. A. Lara-Martin, B. J. D. Ferrari, I. Werner: Ökotoxizität von Bachsedimenten. Eine Monitoringkampagne zeigt, dass Pestizide in den Sedimenten von fünf kleinen Fließgewässern Aus- wirkungen auf Sedimentorganismen haben. In: gwf Wasser. Band 161, 2020, S. 55–67.
35. ↑  A. C. Chiaia-Hernandez, P. D. Zander, T. Schneider, S. Szidat, R. Lloren, M. Grosjean: High-Resolution Historical Record of Plant Protection Product Deposition Documented by Target and Nontarget Trend Analysis in a Swiss Lake under Anthropogenic Pressure. In: Environmental Science and Technology. Band 54, 2020, S. 13090–13100.
36. ↑  C. Andreasen, J. C. Streibig: Evaluation of changes in weed flora in arable fields of Nordic countries – based on Danish long-term surveys. In: Weed Research. Band 51, 2011, S. 214–226.
37. ↑  N. Richner, R. Holderegger, H. P. Linder, T. Walter: Reviewing change in the arable flora of Europe: a meta-analysis. In: Weed Research. Band 55, 2014, S. 1–13.
38. ↑  F. Geiger, J. Bengtsson, F. Berendse u. a.: Persistent negative effects of pesticides on biodiversity and biological control potential on European farmland. In: Basic and Applied Ecology. Band 11, 2010, S. 97–105.
39. ↑  F. Sánchez-Bayo, K. A. G. Wyckhuys: Worldwide decline of the entomofauna: A review of its drivers. In: Biological Conservation. Band 232, 2019, S. 8–27.
40. ↑  A. S. Gilburn, N. Bunnefeld, J. McVean Wilson, M. S. Botham, T. M. Brereton, R. Fox, D. Goulson: Are neonicotinoid insecticides driving declines of widespread butterflies? In: PeerJ. Band 2015, 2015, S. 1–13.
41. ↑  D. L. Wagner, E. M. Grames, M. L. Forister, M. R. Berenbaum, D. Stopak: Insect decline in the Anthropocene: Death by a thousand cuts. In: Proceedings of the National Academy of Sciences of the United States of America. Band 118, 2021, S. 1–10.
42. ↑  Matthias Liess, Liana Liebmann, Philipp Vormeier, Oliver Weisner, Rolf Altenburger, Dietrich Borchardt, Werner Brack, Antonis Chatzinotas, Beate Escher, Kaarina Foit, Roman Gunold, Sebastian Henz, Kristina L. Hitzfeld, Mechthild Schmitt-Jansen, Norbert Kamjunke, Oliver Kaske, Saskia Knillmann, Martin Krauss, Eberhard Küster, Moritz Link, Maren Lück, Monika Möder, Alexandra Müller, Albrecht Paschke, Ralf B. Schäfer, Anke Schneeweiss, Verena C. Schreiner, Tobias Schulze, Gerrit Schüürmann, Wolf von Tümpling, Markus Weitere, Jörn Wogram, Thorsten Reemtsma: Pesticides are the dominant stressors for vulnerable insects in lowland streams. In: Water Research. Band 201, 2021, S. 117262, doi:10.1016/j.watres.2021.117262.
43. ↑  Doris Ammon: planet e – Artensterben droht: Eine Welt ohne Insekten. In: zdf.de. 5. Mai 2019, abgerufen am 5. Mai 2019.
44. ↑  Matthias Liess, Sebastian Henz, Saskia Knillmann: Predicting low-concentration effects of pesticides. In: Scientific Reports. Band 9, 2019, doi:10.1038/s41598-019-51645-4.
45. ↑  Gefahren durch Pestizide unterschätzt. In: biooekonomie.de. 12. November 2019, abgerufen am 20. November 2019.
46. ↑  R. Schulz, S. Bub, L. L. Petschick, S. Stehle, J. Wolfram: Applied pesticide toxicity shifts toward plants and invertebrates, even in GM crops. In: Science. Band 372, 2021, S. 81–84.
47. ↑  Rückgang der Insektenfresser. Abgerufen am 4. Juni 2021.
48. ↑  Jean-Pierre Lumaret, Faiek Errouissi, Kevin Floate, Jorg Rombke, Keith Wardhaugh: A Review on the Toxicity and Non-Target Effects of Macrocyclic Lactones in Terrestrial and Aquatic Environments. In: Current Pharmaceutical Biotechnology. Band 13, Nr. 6, 2012, S. 1004–1060, doi:10.2174/138920112800399257, PMID 22039795, PMC 3409360 (freier Volltext).
49. ↑  Orrey P. Young: Predation on Dung Beetles (Coleoptera: Scarabaeidae): A Literature Review. In: Transactions of the American Entomological Society. Band 141, Nr. 1, 2015, doi:10.3157/061.141.0110.
50. ↑  Bienen und andere Bestäuber: Bedeutung für Landwirtschaft und Biodiversität. In: Akademien der Wissenschaften Schweiz (Hrsg.): Swiss Academies Factsheets. Band 9, 2014, S. 1–9 (scnat.ch).
51. ↑  Assessment Report on Pollinators, Pollination and Food Production. Abgerufen am 4. Juni 2021.
52. ↑  EASAC (Hrsg.): Ecosystem services, agriculture and neonicotinoids. 2015 (easac.eu).
53. ↑  F. Geiger, J. Bengtsson, F. Berendse u. a.: Persistent negative effects of pesticides on biodiversity and biological control potential on European farmland. In: Basic and Applied Ecology. Band 11, 2010, S. 97–105.
54. ↑  Pestizidrückstände in Lebensmitteln: Wie sieht das Bild in der EU aus? Pressemitteilung der EFSA vom 26. Juni 2019. Abgerufen am 24. November 2019.
55. ↑  The 2017 European Union report on pesticide residues in food (PDF; 22,7 MB) Jahresbericht der EFSA vom 26. Mai 2019. Abgerufen am 25. November 2019.
56. ↑  Biljana Gogic, Andreas Lüthi: Schweizer Landwirtschaft - Kontrolleure weisen Einsatz verbotener Pestizide nach. In: srf.ch. 30. März 2025, abgerufen am 31. März 2025.
57. ↑  Siobhan Quenby u. a.: Miscarriage matters: the epidemiological, physical, psychological, and economic costs of early pregnancy loss. In: The Lancet. 26. April 2021, doi:10.1016/S0140-6736(21)00682-6.
58. ↑  Malser Pestizidverbot geht durch. In: Salto.bz. 16. Juli 2015 (salto.bz [abgerufen am 10. August 2018]).
59. ↑  BR alpha-Forum: Alexander Schiebel im Gespräch mit Prisca Straub. 29. August 2017, abgerufen am 7. Dezember 2017.
60. ↑  Das Wunder von Mals. Abgerufen am 10. August 2018.
61. ↑  Michael Braun: Ende des Malser Wunders. In: taz. 11. Oktober 2019, abgerufen am 1. Februar 2020.
62. ↑  Umsetzung Aktionsplan Pflanzenschutzmittel. (PDF) Abgerufen am 4. Juni 2021.
63. ↑  Kommission für Wirtschaft und Abgaben SR: Das Risiko beim Einsatz von Pestiziden reduzieren. Parlamentarische Initiative 19.475, 29. August 2019, abgerufen am 4. Juni 2021.
64. ↑  Pestizide in Laienhänden – Umwelt-Risiko: Tonnenweise Pestizide in Privatgärten. In: srf.ch. 7. Mai 2019, abgerufen am 9. Mai 2019.
65. ↑  Agriculture, forestry and fishery statistics – 2020 edition. (PDF; 16,1 MB) Eurostat, 17. Dezember 2020, abgerufen am 19. Dezember 2020 (englisch).